# Jeungpyeong-gun
Jeungpyeong-gun (hangul 증평군, hanja 曾坪郡) är en landskommun (gun) i den sydkoreanska provinsen Norra Chungcheong. Folkmängden var 37 629 invånare i slutet av 2020. Den administrativa huvudorten är Jeungpyeong-eup som hade 35 613 invånare (2020).
Kommunen består dels av köpingen Jeungpyeong-eup, dels av socknen Doan-myeon.